# مارسل دالن
مارسل دالن (انگلیسی: Marcel Deelen؛ زادهٔ ۲۸ مارس ۱۹۹۴) بازیکن فوتبال اهل آلمان است.
وی همچنین در تیم‌های ملی فوتبال جوانان آلمان و جوانان آلمان بازی کرده‌است.